# Gynoplistia umbacoora
Gynoplistia umbacoora là một loài ruồi trong họ Limoniidae. Chúng phân bố ở miền Australasia.